# Lago de forma mía
«Lago de forma mía» es una canción compuesta e interpretada por el músico argentino Luis Alberto Spinetta, incluida en su álbum solista Pelusón of milk editado en 1991. 
La versión del álbum está interpretada exclusivamente por Spinetta, sin otros músicos, e incluye un sample del humorista Doctor Tangalanga y otro de él mismo cantando a capela el inicio de «Muchacha (Ojos de papel)».

## Contexto
Spinetta venía de dos álbumes de estudio premiados como los mejores del año (Téster de violencia en 1988 y Don Lucero en 1989), un buen álbum en vivo (Exactas, 1990), un álbum recopilatorio (Piel de piel, 1990) y una clínica musical titulada El sonido primordial (1990) que fue editada como libro. Luego de semejante actividad, a la que se sumó haber recibido un shock eléctrico en un recital, Spinetta se apartó relativamente de los músicos de su banda y se refugió en el espacio privado de su familia.
En 1991 desapareció la Unión Soviética y el mundo comenzaba a transitar los primeros años de la década del '90, caracterizada por una mayor valoración social de lo privado -incluyendo el proceso de privatizaciones-, la riqueza y la fama, impulsada por un gran desarrollo de los medios de comunicación. "Aún quedan mil muros de Berlín" cantaría ese año en «Pies de atril».
Argentina por su parte dejaba atrás dos dramáticos brotes hiperinflacionarios en 1989 y 1990 que hundieron en la pobreza a la mayor parte de la población, a la vez que sucesivas leyes de impunidad dejaban en libertad a los criminales que habían cometido violaciones masivas de los derechos humanos en las décadas de 1970 y 1980.

## El álbum
Luego de un álbum "para pensar" como Téster de violencia y un álbum "para sentir" como Don Lucero, Spinetta tomó distancia de su banda y de las apariciones públicas, para concentrarse en su vida familiar, a la espera del bebé que gestaba su esposa, que finalmente nace mediante parto natural en su casa, con la presencia de toda la familia. Pelusón of milk es resultado de esa introspección, que recuerda otros álbumes creados en circunstancias similares, como Artaud y Kamikaze.

Está más ligado a mi vida que era "esperándola a Vera", porque eso es Pelusón of milk. Esos temas fueron hechos en mi casa, con el embarazo de la mamá, esperando a la beba... Muchos temas de Pelusón of milk están hechos de mí para mí. Es el intento de armar un enorme patio interior.
Luis Alberto Spinetta

Los temas incluyen frecuentemente samples y sonidos familiares, hogareños, voces, ruidos y sonidos de sus hijos. El álbum fue grabado entre junio y septiembre de 1991, en el estudio que Spinetta había instalado dos años antes en su casa de la calle Elcano al 3200, en el barrio de Colegiales.

## El tema
El tema es el segundo track (lado A) del álbum solista Pelusón of milk, un álbum introspectivo y centrado en lo familiar. La revista Rolling Stone dice que ya el título es un "hecho estético" en sí mismo.
La letra se refiere explícitamente, aunque metafóricamente, a esa introspección, utilizando la figura de un lago interior para referirse a su alma ("lago del alma mía"). 

Te hallaré en mí como un jarrón
Lago de forma mía
Más que un suspiro es una fiebre
Helada
Al volver
Ya no pienses más que tu ángel partió
Lago de forma mía
Tengo pensado rescatarte sin pensar
En mí
O en la gente, gente que viene y que va
Gente que viene, que viene y que va
«Lago de forma mía»

El tema se inicia con un sample distorsionado de «Muchacha (ojos de papel)», canción a la que también aludirá en la letra al preguntarse "dónde va un color". Spinetta se encargó de puntualizar que "muchos de los temas de Pelusón están escritos de mi para mi. Es el intento de armar un enorme patio interior". La afirmación coincide con una de las creencias que marcan la originalidad de su obra: "lo más sagrado que tenemos es nuestra intimidad del ser"
Spinetta habla varias veces en Martropía de «Lago en forma mía», poniéndola como ejemplo del tipo de canciones que fue aprendiendo a componer al madurar como compositor, "al poner ideas y no simplemente palabras lindas... Trato de recuperar ideas, si no todo quedaría en imágenes que no llegan a ningún término". Dice también, hablando de la canción que "el hombre reconoce su profundidad sobre la base de la noción de la densidad del universo que aprecia con sus ojos desde que ve el cielo".
La canción contiene también una "fijación poética" relacionada con los colores de la persona amada, que tuvo continuidad a lo largo de toda su vida:

(Pregunta) ¿Hay fijaciones poéticas que a través del tiempo fueron dándose en distintas canciones?

(Spinetta) Si, eso pasa. Por ejemplo en "Muchacha" digo: "Te robaré un color". Más adelante, en "Para ir", digo: "Quiero que sepas hoy qué color es el que robé cuando dormías". Y en "Lago de forma mía" pregunto: "¿Dónde va un color? Quisiera saber". En definitiva llegué a la conclusión de que es menos rígido pensar "¿dónde va un color?". Mejor que decir que yo lo tengo y me lo robé. También es una consecuencia del paso del tiempo.
Martropía

## Spinetta y Tangalanga
El tema incluye un sample del cómico argentino Tangalanga, mencionado en los agradecimientos del álbum como Tarufeti -uno entre tanto de los nombres que usaba para mantener su anonimato-, que reproduce una de sus famosas cargadas telefónicas, pedidas por el público a modo de venganza humorística: 

- (Tangalanga): Santoro.
- (Mujer): ¿Cómo?
(Tangalanga): Santoro.

El sample fue tomado de uno de los antiguos casetes inéditos que circulaban de mano en mano. El fragmento completo dice:

- (Mujer): Si señor.
- (Tangalanga): No, estaba hablando con la señorita que me atendió recién.
- (Mujer): Ah si, señor.
- (Tangalanga):...porque tengo un hermano que estaba haciendo gimnasia yoga y como no tengo referencia de dónde era pero si tenía un aviso en el bolsillo que da la dirección de ustedes, un aviso del diario La Nación. Entonces, como tiene unos calambres y... (se corta momentáneamente la grabación)... de algún lugar de estos que de yoga no saben nada, ¿no?
- (Mujer): Eh, ¿quién es su hermano? ¿Cómo se llama?
- (Tangalanga): Santoro
- (Mujer): ¿Cómo?
- (Tangalanga): Santoro.
Tangalanga, cinta inédita.

Spinetta tenía un gran sentido del humor, que ponía en juego en sus recitales, entrevistas e incluso en algunos programas televisivos. Admiraba especialmente a Tangalanga, un humorista argentino que se hizo famoso por fuera de todos los circuitos comerciales, grabando llamadas telefónicas reales en las que cargaba a quienes contestaban, sacándolos de quicio con juegos de palabras, malentendidos y destratos.
Spinetta lo descubrió en 1976 y se hizo fan de Tangalanga. Con el tiempo se conocieron personalmente y se frecuentaron. Luego de incluir el célebre sample de Tangalanga en «Lago de forma», Spinetta fue invitado a prologar uno de los libros de Tangalanga (Las cosas que hay que oír, 1994). Allí el Flaco expresó su admiración, definió el estilo de Tangalanga como "surrealismo verbal" y lo calificó como "genio underground del humor argentino":

Puede afirmarse que estos diálogos continúan entre todos modificando el propio lenguaje, en un osado y romántico intento del autor para desbaratar la trampa, la trapisonda... y sus frases comienzan a usarse por doquier. Obviamente, este "neolunfardo" está repleto de lenguaje: "espejaime", "buzos con solapa", "tejemaneje",... el avión a galena, el auto marca "Patanglén" que tiene siete puertas,... Lo importante aquí es la risa que nos genera, ese sentido de querer repetir la risa y no ya toda la otra locura de estas ciudades y, sobre todo, conociendo al verdadero "Sarangana", tener el placer de ver al maravilloso ser humano que esconde...
Luis Alberto Spinetta, Prólogo a Las cosas que hay que oír, 1994

En 2006 lo homenajeó junto con Ricardo Mollo al cumplir 90 años, tocando «Crisantemo» y «Laura va», acompañado por Claudio Cardone en La Trastienda.
Tangalanga contó en una entrevista con Beto Casella que una de sus llamadas, "Taller de lavado y engrase", fue a pedido del propio Spinetta, para vengarse de un taller con el que compartía el teléfono y nunca le pasaba las llamadas.
Algunas de las canciones de Spinetta tienen giros verbales que muestran una gran similitud con los juegos de palabras de Tangalanga, como «Escape hacia el alma», donde juega con la palabra "Nilo":

A correr hacia el Nilo
ni lo sé yo que aquí estaré por siempre.
«Escape hacia el alma»